# Episodi di Tandem (sesta stagione)
La sesta stagione della serie televisiva Tandem, composta da 12 episodi, è andata in onda su France 3 dal 24 maggio al 28 giugno 2022.
In Italia, la stagione va in onda dall'8 novembre 2022 sul canale Giallo.
| nº | Titolo originale              | Titolo italiano               | Prima TV Francia | Prima TV Italia  |
| -- | ----------------------------- | ----------------------------- | ---------------- | ---------------- |
| 1  | La malédiction de Nostradamus | La maledizione di Nostradamus | 24 maggio 2022   | 8 novembre 2022  |
| 2  | Le droit chemin               | La retta via                  | 24 maggio 2022   | 8 novembre 2022  |
| 3  | Esprit de corps (partie 1)    | Spirito del corpo (parte 1)   | 31 maggio 2022   | 15 novembre 2022 |
| 4  | Esprit de corps (partie 2)    | Spirito del corpo (parte 2)   | 31 maggio 2022   | 15 novembre 2022 |
| 5  | Cœur de pirate                | Cuore di pirata               | 7 giugno 2022    | 22 novembre 2022 |
| 6  | Dernier vol                   | Ultimo volo                   | 7 giugno 2022    | 22 novembre 2022 |
| 7  | L’arche de Noé                | L'arca di Noè                 | 14 giugno 2022   | 29 novembre 2022 |
| 8  | Frères de sang                | Fratelli di sangue            | 14 giugno 2022   | 29 novembre 2022 |
| 9  | 3248 km                       | 3248 km                       | 21 giugno 2022   | 6 dicembre 2022  |
| 10 | En eaux troubles              | In cattive acque              | 21 giugno 2022   | 6 dicembre 2022  |
| 11 | Corpus mortem (partie 1)      | Corpus mortem (parte 1)       | 28 giugno 2022   | 13 dicembre 2022 |
| 12 | Corpus mortem (partie 2)      | Corpus mortem (parte 2)       | 28 giugno 2022   | 13 dicembre 2022 |